# Chris Thorp
Chris Thorp is een Brits componist, muziekpedagoog en trombonist. 

## Levensloop
Thorp groeide op in Whaley Bridge in de High Peak district in de Engelse graafschap Derbyshire. Hij studeerde bastrombone aan het Royal Northern College of Music in Manchester. Aansluitend was hij eerst muziekleraar. Op 50-jarige leeftijd legde hij zijn focus wederom op het trombone spelen en hij werd freelance trombonist. Tegenwoordig is hij lid van het Salford Symphony Orchestra en het New English Orchestra, maar hij tred ook op als trombone solist met harmonieorkesten en brassbands. 
Als componist schrijft hij voor harmonieorkesten en brassbands. 

## Composities

### Werken voor harmonieorkest en brassband
- Lord of the Rings, voor brassband
- Rhapsody on Ransom, concert fantasie voor harmonieorkest
- Rhapsody on Ransom, voor brassband
- The high Seas, voor harmonieorkest